# سازلون انرژی
سازلن انرژی (به انگلیسی: Suzlon Energy) شرکت هندی فعال در زمینه انرژی بادی است، که در شهر پونه، هند مشغول به فعالیت می‌باشد.